# Leonello Leone
Leonello Leone (Lerici, 12 agosto 1902 – ...) è stato un generale e aviatore italiano, che prese parte alla Crociera aerea transatlantica Italia-Brasile e a quella Decennale. Durante la Seconda guerra mondiale comandò dapprima il 32º Stormo Bombardamento Terrestre e poi il Raggruppamento Bombardamento e Trasporti dell'Italian Co-Belligerent Air Force (ICAF). Insignito della Croce di Cavaliere dell'Ordine militare di Savoia, e decorato con una Medaglia d'argento, una di bronzo e una Croce di guerra al valor militare.

## Biografia
Nacque a Lerici, provincia della Spezia, il 12 agosto 1902. Dopo aver conseguito il diploma di capitano di lungo corso frequentò la Regia Accademia Navale di Livorno da cui uscì con il grado di guardiamarina di complemento, imbarcandosi poi sui cacciatorpediniere della Regia Marina. Nel 1926 fu ammesso a frequentare la Scuola di pilotaggio di Portorose, conseguendo il brevetto di pilota su velivolo Caproni Ca.100.
Transitato in forza alla Regia Aeronautica con il grado di tenente, tra il 17 dicembre dello stesso anno ed il 15 gennaio 1931 partecipò alla Crociera aerea transatlantica Italia-Brasile, guidata dal generale Italo Balbo. Egli era imbarcato su uno dei Savoia-Marchetti S.55TA (matricola I-DRAG)  utilizzati nell'impresa, appartenente alla "Squadriglia Bianca". Oltre a lui l'equipaggio era composto anche dal capitano Emilio Draghelli, dal 1º Aviere Carlo Giorgielli, e dal sergente maggiore Bruno Bianchi. Per questa impresa fu promosso al grado di capitano per merito straordinario.
Prese parte successivamente alla Crociera aerea del decennale (1933) pilotando un S.55A (matricola I-LEON), appartenente alla IV "Squadriglia Cerchi Rossi", con a bordo il tenente Secondo Revetria, il 1º aviere Remo Fabbrini, e il sergente Pasquale D'Amora.
Nel 1939 ricopriva il ruolo di Capo di stato maggiore dell'Aeronautica della Sardegna. Tra il 25 gennaio e il 21 giugno 1941 fu comandante dell'aeroporto di Decimomannu.
Nel mese di giugno 1941, in piena seconda guerra mondiale, con il grado di colonnello, assunse il comando del 32º Stormo Bombardamento Terrestre, allora equipaggiato con i bombardieri Savoia-Marchetti S.79 Sparviero. Nel dicembre 1941 lo stormo fu riequipaggiato con i Savoia-Marchetti S.M.84 e trasferito alla specialità aerosiluranti il 1 maggio 1942. Con base all'aeroporto di Gioia del Colle lo stormo prese parte alla battaglia di mezzo agosto, utilizzando per la prima volta le motobombe F.F.F. Il 6 novembre 1942 lo stormo si trasferì a Milis, in Sardegna, ed egli lasciò il comando al tenente colonnello Vittorio Mariani.
Decorato di una Medaglia d'argento al valor militare, all'inizio del 1943 assunse l'incarico di Capo di stato maggiore dei Servizi Aerei Speciali. Dopo la proclamazione dell'armistizio dell'8 settembre rimase al sud, e tra il 1944 e il 1945 fu comandante del Raggruppamento Bombardamento e Trasporti dell'Italian Co-Belligerent Air Force (ICAF). di base sull'aeroporto di Lecce-Galatina.
Al termine della guerra, il 6 aprile 1946 fu insignito della Croce di Cavaliere dell'Ordine Militare di Savoia.
Rimasto in servizio nella neocostituita Aeronautica Militare Italiana, nel 1947 fu messo a capo della Direzione Generale delle Armi e Munizioni presso il Ministero della Difesa-Aeronautica. 
Dal 1952 al 1956, con il grado di generale di divisione aerea, fu comandante della 1ª Zona Aerea Territoriale di Milano.

### Fonti
1. ↑  L'Ala d'Italia n.1, gennaio 1931, p. 24.
2. 1 2  Mancini 1936, p. 470.
3. ↑  Per questa ed altre informazioni, cfr. pannelli espositivi al Museo storico dell'Aeronautica Militare di Vigna di Valle.
4. ↑  Aeronautica n.2, febbraio 1931, p. 86.
5. ↑  Decimomannu.
6. ↑  Ufficio Storico Stato Maggiore dell'Aeronautica 1977, p. 102.
7. 1 2  Ufficio Storico Stato Maggiore dell'Aeronautica 1977, p. 103.
8. 1 2 3  L'Ala d'Italia n.4, settembre-ottobre 1951, p. 5.
9. ↑  Virgilio.
10. 1 2  Ufficio Storico dell'Aeronautica Militare 1969, p. 114.
11. ↑  Sito web del Quirinale: dettaglio decorato.
12. ↑  Gazzetta Ufficiale del Regno d'Italia n.230 del 2 ottobre 1939, pag.48.